# 鬼道
鬼道（きどう）とは、邪馬台国の女王卑弥呼が国の統治に用いたとされる呪術、宗教、もしくは政治体制。『三国志』魏書東夷伝倭人条に記述があるが、鬼道の正体については諸説がある。

## 『三国志』魏書東夷伝倭人条における記述
『三国志』における「魏志倭人伝」（『三国志』魏書東夷伝倭人条）では、親魏倭王卑弥呼はこの国の女王であり、約30の国からなる倭国の都としてここに住居していたとしている。
倭国には元々は男王が置かれていたが、国家成立から70〜80年を経たころ(漢の霊帝の光和年間)倭国乱れ、歴年におよぶ戦乱の後、女子を共立し王とした。その名は卑弥呼である。女王は鬼道によって人心を掌握し、既に高齢で夫は持たず、弟が国の支配を補佐した。1,000人の侍女を持ち、宮室や楼観で起居し、王位に就いて以来、人と会うことはなく、一人の男子が飲食の世話や取次ぎをし、巡らされた城や柵、多数の兵士に守られていた。
この戦乱は、中国の史書に書かれたいわゆる「倭国大乱」と考えられている。
卑弥呼に関する「魏志倭人伝」のこの「鬼道」の記述から、卑弥呼は呪術を司る巫女（シャーマン）のような人物であり、邪馬台国は原始的な呪術国家とする見方がある。一方で、弟が政治を補佐したという記述から、巫女の卑弥呼が神事を司り、実際の統治は男子が行う二元政治とする見方もある。

## 「鬼道」についての諸説
中国において、「鬼（き）」とは、死者の霊魂、霊的存在を意味する。「鬼道（きどう）」というのも、倭国における自称ではなく、中国側からの呼称とも考えられる。
卑弥呼の「鬼道」については幾つかの解釈がある。
- 『魏志』張魯伝、『蜀志』劉焉伝に五斗米道の張魯と「鬼道」についての記述があり、卑弥呼の鬼道は後漢時代の初期道教と関係があるとする説[2][3]。

- 神道であるとする説。神道の起源はとても古く、日本の風土や日本人の生活習慣に基づき、自然に生じた神観念であることから、縄文時代を起点に弥生時代から古墳時代にかけてその原型が形成されたと考えられている[4]。

- 「鬼道」についてシャーマニズム的な呪術という解釈以外に、当時の中国の文献では儒教にそぐわない体制を「鬼道」と表現している用法がある[要説明]（神道#由来も参照）ことから、呪術ではなく、単に儒教的価値観にそぐわない政治体制であることを意味するという解釈がある。